# Badalucco
Badalucco là một đô thị ở tỉnh Imperia trong vùng Liguria, tọa lạc khoảng 100 km về phía tây nam của Genova và khoảng 15 km về phía tây của Imperia. Tại thời điểm ngày 31 tháng 12 năm 2004, đô thị này có dân số 1.254 người và diện tích là 15,8 km².
Badalucco giáp các đô thị sau: Bajardo, Ceriana, Dolcedo, Molini di Triora, Montalto Ligure, và Taggia.